# Кирил Божилов (писател)
 Тази статия е за писателя.  За генерала вижте Кирил Божилов (генерал).  
Кирил Божилов е български журналист и писател на произведения в жанра драма, детска литература и документалистика.

## Биография и творчество
Кирил Георгиев Божилов е роден на 1 февруари 1932 г. в кюстендилското село Лечевци (сега Средорек, област Кюстендил). Учи в родното си село и в София. Завършва руска филология в Софийския университет. След дипломирането си работи като редактор в списания „Родна реч“ и „Пламък“.
Първите му разкази са публикувани през 1949 г. във вестник „Септемврийче“ и списание „Пламъче“.
Първата му книга, сборникът с разкази „Другари“, е публикувана през 1961 г. Главна тема на творчеството му е животът на младежите от неговото поколение.
Основният жанр на творчеството му е разказът. Сред най-популярните за времето си са сборниците му с разкази за деца и юноши „Снежна тишина“, „Знаменити момчета“, „Чудната уличка“, Преструванковци", „Зъбчето“, „Не сме хлапета“, „Весело ми е“.
В повестите си „Искаш ли да избягаме“, „Веселите очила“, „Будното око и аз“, „Приятели мои, мои чудесни приятели“, „Момче сред мъжете“, доразвива темите от разказите си – разбирането и спасяването на човека, за приятелството, за справедливостта и достойнството, за вярата в доброто. На тази тема е и романът му „И пак тръгни момче“ от 1983 г.
През 1972 г. сборникът му „Страшният вторник“ получава награда по случай Седмицата на детската книга и изкуствата за деца. За сборника „Влюбих се“ от 1978 г. е удостоен с Международната награда „Максим Горки“.
Кирил Божилов живее в София.

## Произведения

### Самостоятелни романи
- И пак тръгни, момче! : Роман за деца (1983)
- Трите момчета и Роска : Роман за деца и юноши (1986)

### Повести
- Искаш ли да избягаме (1969)
- Веселите очила : Повест за Галя и нейния славен I б кл. (1973)
- Будното око и аз (1975)
- Приятели мои, мои чудесни приятели (1976)

### Сборници
- Другари : Разкази (1961)
- Снежна тишина (1963) – разкази
- Знаменити момчета : Разкази (1966)
- Чудната уличка : Разкази (1967)
- Преструванковци : Разкази за деца (1970)
- Страшният вторник : Разкази за деца (1972)
- Зъбчето : Разкази за деца (1978)
- Не сме хлапета (1979) – разкази
- Почти по мъжки : Разкази и новели (1979)
- Моето странно желание : Избрани творби за деца (1982)
- Непрочути подвизи : Новели и разкази (1984)
- Влюбих се : Разкази за първата обич (1987)
- Весело ми е : Разкази и новели (1988)
- Мъжки работи : Разкази за деца (1988)

### Документалистика
- Не ще угасне споменът за вас : Очерци и спомени за участници в партизанското движение 1941 – 1944 г. (1977)
- Момче сред мъжете : Документална повест (1981)
- Шарени хартийки : Докумументално четиво за старите български банкноти (1983)
- Дуелите в България : Бълг. рицари на честта (1997)
- Забравени истории на София – първи българки в обществения живот (2013)